# 정규 공간
일반위상수학에서 정규 공간(正規空間, 영어: normal space)은 서로소 닫힌집합들을 서로소 근방 또는 연속 실함수로 분리할 수 있는 위상 공간이다. 정규 공간에는 "충분한 수의" 연속 실함수가 존재하여, 닫힌집합에 정의된 실함수를 공간 전체로 연장할 수 있다 (티체 확장 정리, Tietze擴張定理, 영어: Tietze extension theorem).

## 정의

정규 공간의 정의

위상 공간 {\displaystyle X}에 대하여 다음 네 조건이 서로 동치이며, 이를 만족시키는 위상 공간을 정규 공간이라고 한다.
- 임의의 두 서로소 닫힌집합 {\displaystyle E,F\subseteq X}에 대하여, {\displaystyle E\subset U}, {\displaystyle F\subset V}인 서로소 열린집합 {\displaystyle U,V\subset X}가 존재한다.
- (우리손 보조정리, Урысон補助定理, 영어: Urysohn lemma) 임의의 두 서로소 닫힌집합 {\displaystyle E,F\subseteq X}에 대하여, {\displaystyle f|_{E}=0}이자 {\displaystyle f|_{F}=1}인 연속 함수 {\displaystyle f\colon X\to [0,1]}가 존재한다.[1]:207
- (실수 티체 확장 정리) 임의의 닫힌집합 {\displaystyle E\subseteq X} 및 연속 함수 {\displaystyle f\colon E\to \mathbb {R} }에 대하여, {\displaystyle {\tilde {f}}|_{E}=f}가 되는 연속 함수 {\displaystyle {\tilde {f}}\colon X\to \mathbb {R} }가 존재한다.[1]:219
- (폐구간 티체 확장 정리) 임의의 닫힌집합 {\displaystyle E\subseteq X} 및 폐구간 {\displaystyle [a,b]\subseteq \mathbb {R} } 및 연속 함수 {\displaystyle f\colon E\to [a,b]}에 대하여, {\displaystyle {\tilde {f}}|_{E}=f}가 되는 연속 함수 {\displaystyle {\tilde {f}}\colon X\to [a,b]}가 존재한다.[1]:219

즉, 두 닫힌집합을 근방으로 분리하는 것은 실함수로서 분리하는 것과 동치이다.
우리손 보조정리의 증명:
위상 공간 {\displaystyle X}의 임의의 두 서로소 닫힌집합이 서로소 근방으로 분리되며, {\displaystyle E,F\subseteq X}가 서로소 닫힌집합이라고 가정하자. 우선, 다음 조건을 만족시키는 열린집합들의 집합 {\displaystyle \{U_{r}\}_{r\in [0,1]\cap \mathbb {Q} }}를 구성하자.
{\displaystyle \forall r,s\in [0,1]\cap \mathbb {Q} \colon r<s\implies \operatorname {cl} U_{r}\subseteq U_{s}}
{\displaystyle E\subseteq U_{0}\subseteq U_{1}=X\setminus F}
이를 위해, {\displaystyle [0,1]} 속의 유리수 전체의 열
{\displaystyle r(0)=0,r(1)=1,r(2),r(3),\dotsc }
을 잡자. 수학적 귀납법을 사용하여, {\displaystyle n}개의 열린집합 {\displaystyle \{U_{r(0)},U_{r(1)},\dotsc ,U_{r(n-1)}\}}이 위 두 조건을 만족시킨다고 하자. {\displaystyle r(p)<r(n)<r(q)}인, {\displaystyle r(n)}과 가장 가까운 {\displaystyle r(p),r(q)\in \{r(0),r(1),\dotsc ,r(n-1)\}}을 고르자. {\displaystyle \operatorname {cl} U_{r(p)}\subseteq U_{r(q)}}이므로, {\displaystyle \operatorname {cl} U_{r(p)}}와 {\displaystyle X\setminus U_{r(q)}}는 서로소 닫힌집합이며, 따라서 서로소 열린 근방으로 분리된다. 즉,
{\displaystyle \operatorname {cl} U_{r(p)}\subseteq U_{r(n)}\subseteq \operatorname {cl} U_{r(n)}\subseteq U_{r(q)}}
인 열린집합 {\displaystyle U_{r(n)}\subseteq X}가 존재한다. 따라서, {\displaystyle n+1}개의 열린집합 {\displaystyle \{U_{r(0)},U_{r(1)},\dotsc ,U_{r(n)}\}}은 위 두 조건을 만족시킨다.
이제, 다음 함수를 생각하자.
{\displaystyle f\colon X\to [0,1]}
{\displaystyle f\colon x\mapsto \inf\{r\in [0,1]\cap \mathbb {Q} \colon x\in U_{r}\}}
이 함수가 {\displaystyle f|_{E}=0}, {\displaystyle f|_{F}=1}을 만족시킴을 쉽게 확인할 수 있다. 따라서 {\displaystyle f}가 연속 함수임을 증명하는 일만 남았다. 임의의 {\displaystyle y\in (0,1)}에 대하여, {\displaystyle f^{-1}([0,y))} 및 {\displaystyle f^{-1}((y,1])}가 열린집합임을 증명하는 것으로 충분하다. {\displaystyle f(x)<y}라고 하자. {\displaystyle f(x)<r<y}인 유리수 {\displaystyle r}를 고르자. 그렇다면 {\displaystyle U_{r}}는 {\displaystyle x}의 열린 근방이며,
{\displaystyle f(U_{r})\subseteq [0,r]\subseteq [0,y)}
이다. 즉, {\displaystyle f^{-1}([0,y))}는 열린집합이다. 이제 {\displaystyle f(x)>y}라고 하자. 유리수 {\displaystyle f(x)>r>s>y}를 고르자. 그렇다면 {\displaystyle x\not \in U_{r}}이며, {\displaystyle \operatorname {cl} U_{s}\subseteq U_{r}}이므로 {\displaystyle x\not \in \operatorname {cl} U_{s}}이다. 따라서, {\displaystyle X\setminus \operatorname {cl} U_{s}}는 {\displaystyle x}의 열린 근방이며,
{\displaystyle f(X\setminus \operatorname {cl} U_{s})\subseteq f(X\setminus U_{s})\subseteq [s,1]\subseteq (y,1]}
이다. 즉, {\displaystyle f^{-1}((y,1])}은 열린집합이다.
반대로, 임의의 서로소 닫힌집합 {\displaystyle E,F\subseteq X}에 대하여, {\displaystyle f|_{E}=0}, {\displaystyle f|_{F}=1}인 연속 함수 {\displaystyle f\colon X\to [0,1]}가 존재한다고 가정하자. 그렇다면
{\displaystyle U=f^{-1}([0,1/2))}
{\displaystyle V=f^{-1}((1/2,1])}
는 서로소 열린집합이며, {\displaystyle E\subseteq U}, {\displaystyle F\subseteq V}이다.
티체 확장 정리의 증명:
위상 공간 {\displaystyle X}의 임의의 서로소 닫힌집합이 서로소 근방을 통해 분리되며, 임의의 닫힌집합 {\displaystyle E\subseteq X} 및 연속 함수 {\displaystyle f\colon E\to [-1,1]}가 주어졌다고 가정하자. 그렇다면,
{\displaystyle A_{0}=f^{-1}([-1,-1/3])}
{\displaystyle B_{0}=f^{-1}([1/3,1])}
은 {\displaystyle E}의 닫힌집합이므로, {\displaystyle X}의 서로소 닫힌집합이다. 우리손 보조정리에 따라, {\displaystyle f_{0}|_{A_{0}}=-1/3}, {\displaystyle f_{0}|_{B_{0}}=1/3}인 연속 함수 {\displaystyle f_{0}\colon X\to [-1/3,1/3]}가 존재한다. 이 경우
{\displaystyle \sup _{x\in E}|f(x)-f_{0}(x)|\leq 2/3}
이다. 마찬가지로, 연속 함수 {\displaystyle f-f_{0}|_{E}\colon E\to [-2/3,2/3]} 및
{\displaystyle A_{1}=(f-f_{0}|_{E})^{-1}([-2/3,-2/9])}
{\displaystyle B_{1}=(f-f_{0}|_{E})^{-1}([2/9,1/3])}
에 대하여, {\displaystyle f_{1}|_{A_{1}}=-2/9}, {\displaystyle f_{1}|_{B_{1}}=2/9}인 연속 함수 {\displaystyle f_{1}\colon X\to [-2/9,2/9]}가 존재하며, 이는
{\displaystyle \sup _{x\in E}|f(x)-f_{0}(x)-f_{1}(x)|\leq 4/9}
를 만족시킨다. 위 과정을 반복하면 다음 조건을 만족시키는 연속 함수의 열 {\displaystyle (f_{i}\colon X\to [-(1/3)(2/3)^{i},(1/3)(2/3)^{i}])_{i=0}^{\infty }}을 얻는다.
{\displaystyle \forall n\in \mathbb {N} \colon \sup _{x\in E}\left|f(x)-\sum _{i=0}^{n}f_{i}(x)\right|\leq (2/3)^{n+1}}
이제,
{\displaystyle {\tilde {f}}=\sum _{i=0}^{\infty }f_{i}\colon X\to [-1,1]}
라고 하자. 그렇다면, {\displaystyle {\tilde {f}}}는 균등 수렴하므로 연속 함수이며, {\displaystyle {\tilde {f}}|_{E}=f}이다.
이제, 위상 공간 {\displaystyle X}의 임의의 서로소 닫힌집합이 서로소 근방을 통해 분리되며, 임의의 닫힌집합 {\displaystyle E\subseteq X} 및 (유계 함수일 필요가 없는) 연속 함수 {\displaystyle f\colon E\to \mathbb {R} }가 주어졌다고 가정하자. 위상동형사상 {\displaystyle g\colon \mathbb {R} \to (-1,1)}을 고르자. 그렇다면, {\displaystyle g\circ f\colon E\to (-1,1)}은 연속 함수이므로, {\displaystyle h|_{E}=g\circ f}인 연속 함수 {\displaystyle h\colon X\to [-1,1]}이 존재한다.
{\displaystyle F=h^{-1}(\{-1,1\})}
이라고 하자. 그렇다면, {\displaystyle F}는 닫힌집합이며, {\displaystyle E\cap F=\varnothing }이므로, {\displaystyle k|_{E}=1}, {\displaystyle k|_{F}=0}인 연속 함수 {\displaystyle k\colon X\to [-1,1]}이 존재한다. 이 경우 {\displaystyle h\cdot k\colon X\to (-1,1)}은 연속 함수이며, {\displaystyle (h\cdot k)|_{E}=g\circ f}이다. 따라서,
{\displaystyle {\tilde {f}}=g^{-1}\circ (h\cdot k)\colon X\to \mathbb {R} }
는 {\displaystyle f}의 연속 확장이다.
반대로, 임의의 닫힌집합 {\displaystyle E\subseteq X} 위의 연속 함수 {\displaystyle E\to [a,b]}(또는 {\displaystyle E\to \mathbb {R} })가 연속 확장 {\displaystyle X\to [a,b]}(또는 {\displaystyle X\to \mathbb {R} })를 가지며, {\displaystyle E,F\subseteq X}가 서로소 닫힌집합이라고 가정하자. 그렇다면, {\displaystyle E\cup F}는 닫힌집합이며,
{\displaystyle E\cup F\to [0,1]}
{\displaystyle x\mapsto {\begin{cases}0&x\in E\\1&x\in F\end{cases}}}
는 연속 함수이다. 따라서, 이는 연속 확장 {\displaystyle f\colon X\to \mathbb {R} }를 갖는다. 이 경우,
{\displaystyle U=f^{-1}((-\infty ,1/2))}
{\displaystyle V=f^{-1}((1/2,\infty ))}
는 {\displaystyle E}와 {\displaystyle F}의 서로소 열린 근방이다.
T4 공간(T4空間, 영어: T4 space)은 정규 하우스도르프 공간이다.
정규 공간의 (첫째) 정의는 점을 언급하지 않고 열린집합 및 닫힌집합 만으로 정의되므로, 장소에 대하여 쉽게 일반화할 수 있다. 즉, 장소 {\displaystyle (L,\land ,\lor ,\top ,\bot )}가 다음 조건을 만족시킨다면, 정규 장소(正規場所, 영어: normal locale)라고 한다.
- 임의의 두 열린집합 {\displaystyle A,B\in L}에 대하여, 만약 {\displaystyle A\lor B=\top }라면, {\displaystyle A\lor V=B\lor U=\top }이며 {\displaystyle U\land V=\bot }인 열린집합 {\displaystyle U,V\in L}이 존재한다.

(이는 정규 공간의 정의와 비교했을 때 {\displaystyle E}와 {\displaystyle F}를 각각 그 여집합 {\displaystyle A}, {\displaystyle B}로 대체한 것이다.)

### 완전 정규 공간
위상 공간 {\displaystyle X}에 대하여 다음 세 조건이 서로 동치이며, 이를 만족시키는 위상 공간을 완전 정규 공간(完全正規空間, 영어: perfectly normal space)이라고 한다.:213, Exercise 6
- 임의의 서로소 닫힌집합 {\displaystyle E,F\subseteq X}에 대하여, {\displaystyle f^{-1}(0)=E}이자 {\displaystyle f^{-1}(1)=F}인 연속 함수 {\displaystyle f\colon X\to [0,1]}가 존재한다.
- 임의의 서로소 닫힌집합 {\displaystyle E,F\subseteq X}에 대하여, {\displaystyle f^{-1}(0)=E}이자 {\displaystyle f^{-1}(1)=F}인 연속 함수 {\displaystyle f\colon X\to \mathbb {R} }가 존재한다.
- 정규 공간이며, 모든 닫힌집합 {\displaystyle E\subseteq X}은 Gδ 집합이다.

완전 정규 하우스도르프 공간을 T6 공간(T6空間, 영어: T6 space)이라고 한다.

## 성질
정규 공간의 개념은 다음과 같은 일련의 분리공리들 가운데 하나이다.
| 분리 대상           | 근방으로 분리     | 실함수로 분리          |
| ------------------- | ----------------- | ---------------------- |
| 점과 점             | 하우스도르프 공간 | 완비 하우스도르프 공간 |
| 점과 닫힌집합       | 정칙 공간         | 완비 정칙 공간         |
| 닫힌집합과 닫힌집합 | 정규 공간         | 정규 공간              |

그러나 점-점 또는 점-닫힌집합의 경우와 달리, 닫힌집합-닫힌집합의 경우 근방으로 분리하는 것과 실함수로 분리하는 것이 서로 동치이다 (우리손 보조정리).

### 함의 관계
다음과 같은 포함 관계가 성립한다.:213
거리화 가능 공간 ⊊ 완전 정규 하우스도르프 공간(T6) ⊊ 완비 정규 하우스도르프 공간(T5) ⊊ 정규 하우스도르프 공간(T4) ⊊ 티호노프 공간(T3½) ⊊ (정칙 하우스도르프 공간(T3) ∩ 완비 하우스도르프 공간)
완전 정규 공간 ⊊ 완비 정규 공간 ⊊ 정규 공간
모든 파라콤팩트 하우스도르프 공간은 정규 공간이다. 모든 완전 정규 공간은 가산 파라콤팩트 공간이다. 모든 정규 무어 공간은 완전 정규 공간이다.

### 정칙성과의 관계
정규 공간이 정칙 공간일 필요는 없다. 그러나 정규 공간에 대하여 다음 두 조건이 서로 동치이다.
- R0 공간이다.
- 완비 정칙 공간이다.

즉, 정규성에 R0 공간이라는 아주 약한 조건을 추가하면 (완비) 정칙성을 함의한다.
모든 파라콤팩트 정칙 공간은 정규 공간이다.

### 연산에 대한 닫힘
정규 공간의 닫힌집합은 정규 공간이다. 그러나 이는 임의의 부분 집합에 대하여 성립하지 않을 수 있다. 모든 부분 공간이 정규 공간인 위상 공간을 완비 정규 공간(完備正規空間, 영어: completely normal space) 또는 유전 정규 공간(遺傳正規空間, 영어: hereditarily normal space)이라고 하며, 완비 정규 하우스도르프 공간을 T5 공간(T5空間, 영어: T5 space)이라고 한다.
정규 공간 {\displaystyle X}와 함수 {\displaystyle f\colon X\to Y}가 주어졌을 때, 만약 {\displaystyle f}가 연속 함수이며 닫힌 함수라면, {\displaystyle f(X)}는 정규 공간이다. 연속 닫힌 함수 조건을 연속 함수로 약화하면 이는 더 이상 성립하지 않는다. (모든 위상 공간은 이산 공간의 연속적 상이다.)
증명:
편의상 {\displaystyle f}가 전사 함수라고 하자. 임의의 서로소 닫힌집합 {\displaystyle E,F\subseteq Y}에 대하여, {\displaystyle X}가 정규 공간이므로,
{\displaystyle f^{-1}(E)\subseteq U}
{\displaystyle f^{-1}(F)\subseteq V}
인 서로소 열린집합 {\displaystyle U,V\subseteq X}가 존재한다. 그렇다면
{\displaystyle E\subseteq Y\setminus f(X\setminus U)}
{\displaystyle F\subseteq Y\setminus f(X\setminus V)}
이며, {\displaystyle f}가 닫힌 함수이므로 {\displaystyle Y\setminus f(X\setminus U),Y\setminus f(X\setminus V)\subseteq Y}는 서로소 열린집합이다. 따라서, {\displaystyle Y}는 정규 공간이다.
정규 공간들의 곱공간은 정규 공간이 아닐 수 있다. 심지어, 정규 공간 {\displaystyle X}에 대하여, {\displaystyle X\times [0,1]}이 정규 공간이 아닐 수도 있다. 사실, 하우스도르프 공간에 대하여, 다음 조건들이 서로 동치이다.
- {\displaystyle X\times [0,1]}은 정규 공간이다.
- 임의의 콤팩트 거리화 가능 공간 {\displaystyle Y}에 대하여, {\displaystyle X\times Y}는 정규 공간이다.[5]:157, Theorem 21.4.(b)
- {\displaystyle X}는 정규 공간이며, 가산 파라콤팩트 공간이다.[5]:157, Theorem 21.4.(c)
- {\displaystyle X}는 정규 공간이며, 가산 메타콤팩트 공간이다.[5]:156, Theorem 21.3.(b)

거리화 가능 공간과 완전 정규 공간의 곱공간은 완전 정규 공간이다.

## 예
대수기하학이나 일반위상수학을 제외하고, 수학에 흔히 등장하는 대부분의 위상 공간은 정규 공간이다.
비가산 개의 비(非)콤팩트 거리화 가능 공간들의 곱공간은 항상 정규 공간이 아니다.
크기 2 이상의 비이산 공간은 (완전) 정규 공간이지만, 콜모고로프 공간이 아니다. 시에르핀스키 공간은 (완비) 정규 공간이며, 콜모고로프 공간이지만, T1 공간이 아니다.

## 역사
정규 공간의 개념은 1923년에 오스트리아의 수학자 하인리히 프란츠 프리드리히 티체(독일어: Heinrich Franz Friedrich Tietze, 1880~1964)가 도입하였다.:TG IX.127
티체 확장 정리는 원래 라위트전 브라우어르와 앙리 르베그가 유클리드 공간에 대하여 증명하였고, 이후 티체가 이를 임의의 거리화 가능 공간에 대하여 일반화하였다. 이후 파벨 사무일로비치 우리손이 1925년에 우리손 보조정리를 사용하여 이를 임의의 정규 공간에 대하여 증명하였다.
1951년에 클리퍼드 휴 다우커(영어: Clifford Hugh Dowker)는 정규 공간 {\displaystyle X}에 대하여, {\displaystyle X\times [0,1]}이 정규 공간이 아니라면, {\displaystyle X}가 여러 특수한 성질들을 갖는다는 것을 보였다. 다우커는 이러한 공간들이 존재하지 않는다고 추측하였으나, 1971년에 메리 엘런 루딘이 이러한 공간들이 실재함을 증명하였다.
정규 공간과 티체 확장 정리에 대하여 니콜라 부르바키는 다음과 같이 적었다.
| “ | 1920년~1930년 동안에 모스크바 학파는 거리 공간의 위상수학적 성질에 대하여 연구하였다. 그 목표는 특히 주어진 위상 공간이 거리화 가능 공간인지 여부에 대한 필요충분조건을 얻는 것이었다. 이러한 환경 속에서 1923년에 티체는 정규 공간의 개념을 정의하였다. 그러나 우리손이 연속 실함수의 확장 정리를 증명하기 이전에 이 개념의 중요성은 인식되지 못했다. […] 대수적 위상수학으로 인하여, 이 정리를 임의의 위상 공간이 공역이 될 수 있게 일반화하는 문제가 최근에 대두되었다. 최근 연구에 따르면, 이러한 유의 문제에 대하여, 정규 공간의 개념은 지나치게 "병적인" 현상이 많아 불편하다. 대신, 1944년에 J. 디외도네가 도입한, 더 제한적인 파라콤팩트 공간의 개념을 사용하는 것이 낫다. […] De la période 1920–1930 datent toute une série d’études entreprises par l’école de Moscou sur les propriétés de la topologie d’un espace métrique, travaux qui visaient en particulier à obtenir des conditions nécessaires et suffisantes pour qu'une topologie donnée soit métrisable. C’est ce mouvement d’idées qui fit apparaître l’intérêt de la notion d’espace normal, définie en 1923 par Tietze, mais dont le rôle important ne fut reconnu qu’à la suite des travaux d’Urysohn […] sur le prolongement des fonctions continues numériques. […] L’extension de ce problème au cas des fonctions à valeurs dans un espace topologique quelconque a pris dans ces dernières années une importance considérable en Topologie algébrique. Les travaux récents ont mis en évidence que, dans ce genre de questions, la notion d’espace normal est peu maniable, parce qu’elle offre encore trop de possibilités de «pathologie»; on doit le plus souvent lui substituer la notion plus restrictive d’espace paracompact, introduite en 1944 par J. Dieudonné […]. | ” |
|   | — :TG IX.127 |   |